# Списак међународних посета Јосипа Броза Тита
Од Другог заседања АВНОЈ-а 29. новембар 1943. године, када је формиран Национални комитет ослобођења Југославије, као привремена влада за чијег је председника изабран Јосип Броз Тито, па до 4. маја 1980. своју мирнодопску и несврстану политику спроводио је у честим контактима са многим државницима, које је примао у госте или их је сам посећивао. Те посете су се популарно звале „путеви мира“. У поменутом периоду посетио је 72 земље. Неке је посетио и више пута: СССР 18, Румунију 17, Египат 14, Индију 7, Алжир и Судан 5, Етиопију, Мађарску и Пољску 4, Либију, САД, Француску и Уједињено Краљевство 3 пута.

## Титови путеви мира
1. Авганистан октобар 1968.
2. Аден децембар 1954 / јануар 1955.
3. Алжир април 1965, новембар 1969, септембар 1973, октобар 1977, мај 1979.
4. Аустрија фебруар 1967.
5. Бангладеш јануар 1968 (Источни Пакистан), фебруар 1974.
6. Белгија октобар 1970.
7. Берлин јул 1976.
8. Бермуда март 1976.
9. Боливија септембар 1963.
10. Бразил септембар 1973.
11. Бугарска новембар 1947, септембар 1975.
12. Бурма новембар 1955, јануар 1959.
13. Ватикан март 1971.
14. Велика Британија март 1953, новембар 1971, март 1978.
15. Венецуела март 1976.
16. Гана фебруар 1961, март 1961.
17. Гвинеја март 1961.
18. Грчка јун 1954, мај 1976.
19. Данска септембар 1974.
20. Египат (УАР) децембар 1955, јануар 1956, фебруар 1959, април 1961, новембар 1961, фебруар 1962, октобар 1964, април 1965, мај 1966, август 1967, фебруар 1968, фебруар 1970, фебруар 1971, октобар 1971.
21. Етиопија децембар 1955, фебруар 1959, фебруар 1968, фебруар 1970.
22. Замбија фебруар 1970, септембар 1970.
23. Индија децембар 1955, јануар 1956, јануар 1959, октобар 1966, јануар 1968, октобар 1971, јануар 1974.
24. Индонезија децембар 1959.
25. Ирак август 1967, фебруар 1979.
26. Иран април 1968, септембар 1977.
27. Ирска март 1978.
28. Италија август 1944, октобар 1977.
29. Јапан април 1968.
30. Јордан фебруар 1979.
31. Јужни Јемен јануар 1968.
32. Камбоџа јануар 1968.
33. Канада новембар 1971.
34. Кенија фебруар 1970.
35. Кина септембар 1971.
36. Кипар октобар 1964.
37. ДНР Кореја август 1977.
38. Куба септембар 1979.
39. Кувајт фебруар 1979.
40. Либерија март 1961, септембар 1963.
41. Либија фебруар 1970, јануар 1977, мај 1979.
42. Луксембург октобар 1970.
43. Мађарска децембар 1947, септембар 1964, јул 1967, април 1974.
44. Мали март 1961.
45. Малта април 1979.
46. Мароко април 1961.
47. Мексико октобар 1963, март 1976.
48. Монголија април 1968.
49. Западна Немачка октобар 1970, јун 1974.
50. Источна Немачка јун 1965, новембар 1974.
51. Непал фебруар 1974.
52. Норвешка мај 1965.
53. Пакистан јануар 1968.
54. Панама март 1976.
55. Перу октобар 1963.
56. Пољска март 1946, април 1964, јун 1972, март 1975 .
57. Португалија март 1976, октобар 1977.
58. Румунија децембар 1947, април 1954, август 1957, јун 1964, септембар 1964, април 1966, децембар 1966, јануар 1969, септембар 1969, септембар 1971, мај 1972, новембар 1973, јун 1974, новембар 1979.
59. Сирија фебруар 1959 (УАР), август 1967, фебруар 1974, фебруар 1979.
60. САД октобар 1963, октобар 1971, март 1978.
61. Совјетски Савез септембар 1944, април 1945, мај 1946, јун 1956, септембар 1956, децембар 1962, јун 1964, јун 1965, октобар 1966, јануар 1967, јун 1967, новембар 1967, април 1968, јул 1972, новембар 1973, август 1974, мај 1979.
62. Судан фебруар 1959, фебруар 1962, јануар 1970, фебруар 1970, септембар 1970.
63. Танзанија јануар 1970.
64. Того март 1961.
65. Тунис април 1961.
66. Турска април 1954, јун 1976.
67. Уганда фебруар 1970, септембар 1970.
68. Уједињене нације септембар 1960, октобар 1963.
69. УАЕ август 1976.
70. Финска јун 1964, јул 1975.
71. Француска мај 1956, октобар 1970, октобар 1977.
72. Холандија октобар 1970.
73. Цејлон (Шри Ланка) јануар 1959, август 1976.
74. Чехословачка март 1946.
75. Чиле септембар 1963.
76. Шведска април 1976.